# Erzenhausen
Erzenhausen település Németországban, Rajna-vidék-Pfalz tartományban. Lakosainak száma 755 fő (2023. december 31.).

## Népesség
A település népességének változása:
| Lakosok száma | 478  | 793  | 782  | 772  | 781  | 755  |
|               | 1975 | 2017 | 2019 | 2021 | 2022 | 2023 |